# Tord siberià
El tord siberià (Geokichla sibirica) és una espècie d'ocell de la família dels túrdids (Turdidae) que viu entre la malesa dels boscos d'Àsia oriental, Sibèria central i oriental, nord de Manxúria, Sakhalín i el Japó. Passa l'hivern a Indoxina i Indonèsia.